# Trevor H. Worthy
Trevor Henry Worthy (* 3. Januar 1957) ist ein Paläozoologe aus Neuseeland, der durch seine Forschungsarbeit über die Moas bekannt geworden ist. Für diese Arbeit erhielt er den Spitznamen „Mr. Moa“.

## Leben und Wirken
1979 graduierte Worthy an der University of Waikato in Hamilton, Neuseeland, zum Bachelor of Science und 1981 an derselben Universität zum Master of Science in der Fachrichtung Limnologie. Mit einer Arbeit über fossile Frösche erlangte er 1986 seinen Master of Science in Paläontologie an der Victoria University of Wellington. Mitte der 1980er-Jahre legte Worthy die subfossilen Überreste von drei Froscharten aus der urtümlichen Familie der Neuseeländischen Urfrösche (Leiopelmatidae) frei. Dies waren Leiopelma auroraensis, Leiopelma markhami und Leiopelma waitomoensis. 1991 entdeckte er auf Neuseeland das Knochenmaterial des ausgestorbenen Maorischlüpfers Dendroscansor decurvirostris und des fossilen Sturmvogels Puffinus spelaeus. 1995 entdeckte er die Knochen des Niue-Nachtreihers (Nycticorax kalavikai). 1998 verbrachte er einige Zeit auf Fidschi, wo er das Typusmaterial  der großen flugunfähigen Taubenart Natunaornis gigoura, des Großfußhuhns Megapodius amissus, der Fidschi-Schnepfe (Coenocorypha miratropica), des Riesenfroschs Platymantis megabotoniviti und des kleinen Süßwasserkrokodils Volia athollandersoni freilegte. Die Holotypen dieser Arten werden im Museum of New Zealand Te Papa Tongarewa aufbewahrt.
Weitere bemerkenswerte Entdeckungen, an denen Worthy beteiligt war, beinhalten die ältesten Moaknochen, die ältesten Brückenechsenknochen und ein fossiles Landsäugetier aus der Region von Saint Bathans.
Worthy, der unter Vertrag der Foundation for Research, Science and Technology in Masterton, Nelson, und seit 1991 für das Museum of New Zealand Te Papa Tongarewa arbeitete, musste 2005 aufgrund der Einstellung der Fördergelder seine Forschungsarbeit für das Museum einstellen. Seit 2005 arbeitet er an der University of Adelaide, wo er 2008 seinen Ph.D. erlangte.
Worthy ist Co-Autor von mehreren Artikeln über das prähistorische Leben auf Neuseeland. Für das Buch „The Lost Land of the Moa“ (2002) erhielt er zusammen mit Richard N. Holdaway 2003 von der Royal Australasian Ornithologists Union die D. L. Serventy Medal (gestiftet zu Ehren des australischen Ornithologen Dominic Serventy (1904–1988)) für ein herausragendes Werk über die australasiatische Avifauna.
Von 2012 bis 2016 wurde Worthy zum Präsidenten der Society of Avian Paleontology and Evolution gewählt. Zuvor war er ab 2008 Vizepräsident dieser Organisation.

## Dedikationsnamen
1989 benannte der Malakologe Frank M. Climo die ausgestorbene Landlungenschneckenart Zelandiscus worthyi nach Trevor H. Worthy, der 1984 den Holotypus entdeckt hat. Auch die 2002 von Richard Leschen und Birgit Rhode beschriebene fossile neuseeländische Käferart Waitomophylax worthyi trägt seinen Namen. 2016 wurde die fossile, aus dem Miozän Australiens stammende Vogelart Daphoenositta trevorworthyi aus der Familie Neosittidae nach ihm benannt.